# Ghjuventù Paolina
Ghjuventù Paolina és un sindicat d'estudiants nacionalistes corsos. Fundat en 1992 per estudiants de la Cunsulta di i Studienti Corsi, agrupa estudiants de la Universitat de Còrsega Pascal-Paoli. La seva creació és resultat d'una ingerència del moviment nacionalista en ambdues universitats i, en particular, en el quadre d'elecció del president de la universitat, Antoine-François Bernardini. És políticament independent del moviment nacionalista cors, un cert nombre dels seus militants van crear Rinnovu.